# پاگ (ایرانشهر)
پاگ روستایی در دهستان آب رئیس بخش بزمان شهرستان ایرانشهر استان سیستان و بلوچستان ایران است.

## جمعیت
بر پایه سرشماری عمومی نفوس و مسکن در سال ۱۳۹۵ جمعیت این روستا ۱۶۵ نفر (۴۱خانوار) بوده‌است.